# 2014년 정동진독립영화제
제16회 정동진독립영화제는 2014년 8월 1일에 열린 시상식이다.

## 수상 및 후보

### 땡그랑동전상
- 60만번의 트라이 - 박사유 외 1명 수상
- 족구왕 - 우문기 수상
- 이 별에 필요한 - 김용완 수상

### 섹션1
- 왜 독립영화 감독들은 DVD를 주지 않는가? - 구교환
- 우리순이 - 김초희
- 아프지않아 - 김보영
- 5/4 (사분의 오) - 이창호

### 섹션2
- 9월이 지나면 - 고형동
- 높이뛰기 - 김진유
- 어젯밤에 연희가 날 더듬은 것 같은데 - 박혜민
- 소녀 배달부 - 박영주

### 섹션3
- 클로젯 - 박가희
- 콩나물 - 윤가은
- 씨름 - 곽기혁
- 이름들 - 신이수 외 1명

### 섹션4
- 더 파이트 - 이두훈
- 별주부 - 김석원
- 빗소리 - 김진희
- 황소개구리 - 윤재상

### 섹션5
- 이 별에 필요한 - 김용완
- 학교 가는 길 - 한지원
- 여름방학 - 손태겸
- 수제앨범 - 공리혜

### 섹션6
- 족구왕 - 우문기

### 섹션7
- 60만번의 트라이 - 박사유 외 1명